# Vermilion (Ohio)
Vermilion è una città degli Stati Uniti d'America, situata nello Stato dell'Ohio, nella Contea di Lorain e in una parte nella contea di Erie. La città si affaccia sul lago Erie. Vermilion è la città natale di Lester Allan Pelton, inventore dell'omonima turbina